# Harold Wilson
James Harold Wilson, Barão Wilson de Rievaulx, KG, OBE, FRS, RSS, PC (Huddersfield, 11 de março de 1916 - Londres, 24 de maio de 1995), político e economista britânico, foi primeiro-ministro do Reino Unido de 1964 a 1970 e de 1974 a 1976, pelo Partido Trabalhista.

## Política
Deputado trabalhista na Câmara dos Comuns desde 1945, Harold Wilson integrou o gabinete de Clement Attlee em 1947, como Ministro da Economia. Dado o seu posicionamento contra o fim da gratuidade do sistema de saúde no Reino Unido para levantar fundos para a Guerra da Coreia, demitiu-se do gabinete em 1951. Tornou-se líder do Partido Trabalhista em 1963 e primeiro-ministro em 1964.
Em 1966, conseguiu maioria absoluta da Câmara dos Comuns e, durante o período 1967-1970, em que acumulou as funções de primeiro-ministro e ministro da Economia, teve de enfrentar os crescentes problemas econômicos do país. A sua passividade na Guerra do Vietnã fez com que perdesse o apoio da esquerda. 
A vitória conservadora nas eleições de 1970 levou-o à oposição, passando a criticar o governo de Edward Heath pelas condições impostas à Grã-Bretanha no tratado de adesão à Comunidade Europeia (1973). Em seu segundo mandato como primeiro-ministro (1974 - 1976) conseguiu uma renegociação do tratado, obtendo, em 1975, o apoio de três quartos do eleitorado no referendo para a adesão. Tanto as dificuldades econômicas como a cisão dentro do partido trabalhista motivada pela entrada da Grã-Bretanha na CEE, provocaram sua demissão em 1976. Seu sucessor à frente do governo e do partido foi James Callaghan.